# Sylwia Kurzela
Sylwia Alicja Kurzela (ur. 21 czerwca 1970 w Gdańsku, zm. 26 września 2022 w Łodzi) – polska dziennikarka i prezenterka radiowa związana z Radio Eska.

## Życiorys
Urodziła się w Gdańsku, wychowywała w Bydgoszczy, jednak po zdaniu matury w I Liceum Ogólnokształcącym im. Cypriana Kamila Norwida przeniosła się do Łodzi. Ukończyła studia na Uniwersytecie Łódzkim oraz w PWSFTviT w Łodzi. Karierę dziennikarską rozpoczynała pracując w rozgłośni studenckiej. Następnie pracowała w Radio Classic i Radio Parada, jednak największą popularność zdobyła jako dziennikarka i prezenterka Radio Eska Łódź, z którym była związana przez ponad 20 lat. Prowadziła audycje poranne i popołudniowe. Angażowała się w działalność społeczną i charytatywną. Uczestniczyła w społecznych protestach i manifach. Pomagała m.in. bezdomnym zwierzętom, wspierała także uchodźców z Ukrainy po rosyjskiej inwazji. Uczestniczyła w życiu łódzkiej społeczności, prowadziła plenerowe imprezy; w 2016 działała na rzecz przyznania Łodzi tytułu Europejskiej Stolicy Kultury, społecznie działała również na rzecz promowania dziedzictwa historycznego miasta, kultury, turystyki i łódzkich wydarzeń. Od 2001 była szefową promocji lokalnej „Eski”. 
W 2019 zdiagnozowano u niej nowotwór jajnika. Mimo postępującej choroby i stosowania chemioterapii prowadziła program „Wrzuć na Luz”, a także wydarzenia i koncerty, m.in. w ramach Eska Summer Patrol.
Zmarła 26 września 2022 w wieku 52 lat. Została pochowana w alei zasłużonych cmentarza Doły w Łodzi (kw. XXXIV-26-7). Pośmiertnie uhonorowana Odznaką „Za Zasługi dla Miasta Łodzi”.